# Ярки (Україна)
Ярки — селище в Україні, у Золотоніському районі Черкаської області. Входить до складу Золотоніської міської громади. Населення — 20 чоловік.

## Населення
За переписом населення України 2001 року в селищі мешкало 20 осіб.

### Мова
Розподіл населення за рідною мовою за даними перепису 2001 року:
| Мова       | Кількість | Відсоток |
| ---------- | --------- | -------- |
| українська | 20        | 100%     |

## Пам'ятки
На території хутора знаходиться пам'ятка археології України «городище». Воно датується приблизно Х — ХІІІ ст. і мало оборонний характер, як прикордонний форпост форпост від кочівників з південних степів.[джерело?]